# Philippe Devoucoux
Pour les articles homonymes, voir Devoucoux.
Philippe, Jean, Barnabé Devoucoux, né le 11 juin 1819 à Château-Chinon (Nièvre) et mort le 14 janvier 1889 à Toulouse (Haute-Garonne), est un avocat et homme politique français.

## Biographie
Avocat à Autun, en Saône-et-Loire, Philippe Devoucoux est proscrit au lendemain du coup d‘État du 2 décembre 1851 en raison de ses opinions républicaines. Réfugié en Suisse, il rentre en France en 1853 et s‘inscrit au barreau de Bourges. Il est nommé maire de la ville après le 4 septembre 1870 mais révoqué de ses fonctions le 24 mai 1873. Se portant candidat à la députation sur une liste républicaine du Cher, il est battu aux élections législatives du 8 février 1871, puis à une élection partielle le 9 juillet 1871.
Élu conseiller général du canton de Bourges le 8 octobre, il est porté à la présidence du conseil général du Cher en 1871 et 1872. Après un échec comme candidat républicain aux élections sénatoriales de 1876, il est élu la même année député de la 1re circonscription du Cher,. Vice-président du groupe de la gauche républicaine à la Chambre des députés, il s‘oppose au ministère Broglie et signe le « Manifeste des 363 » qui fait chuter le gouvernement.
Aux élections législatives du 14 octobre 1877 qui suivent la dissolution de la Chambre, Philippe Devoucoux, en n'obtenant que 6 914 voix, subit un échec à Bourges contre le prince d'Arenberg, candidat du gouvernement du maréchal de Mac-Mahon (3e ministère Broglie) (9 096 voix sur 16 090 votants et 19 401 inscrits). Un assez grand nombre d'électeurs, parmi les républicains avancés, mécontents de l'attitude politique de M. Devoucoux, s'étaient abstenus de prendre part aux scrutins.
Nommé préfet de Tarn-et-Garonne sous le ministère Dufaure en décembre 1877, il devient deux ans plus tard conseiller à la cour d'appel de Toulouse où il meurt en 1889.